# Андрей Германов
Андрей Димитров Германов е български поет и преводач.

## Биография
Роден е на 17 юни 1932 г. в с. Цонево, община Дългопол, област Варна.
През 1955 г. завършва руска филология в Софийския държавен университет и става учител по руски език в Дългопол. През 1957 г. се премества в София и започва работа като редактор във в-к „Народна младеж“, в издателствата „Народна младеж“ и „Български писател“, като зам.-главен редактор на сп. „Съвременник“ и като главен редактор на сп. „Пламък“.
През 1951 – 52 г. публикува първите си стихотворения.
Превежда стихове от повече от 90 руски, украински, беларуски и др. поети, между които Александър Пушкин, Михаил Лермонтов, Николай Некрасов, Семьон Надсон, Александър Блок, Сергей Есенин, Александър Твардовски, Роберт Рождественски, Андрей Вознесенски, Евгений Евтушенко, Нил Гилевич, Максим Танк, Егише Черенц, Едуард Межелайтис и др.
Автор е на десетина книжки със стихове и поеми за деца. Най-известните от тях са „Всяка заран“, „Огледалце“, „Олелии“, „Змей на вратата“ и „Чешмата под снега“. Стихосбирките му за деца са илюстрирани от Михалис Гарудис, Мира Йовчева, Иван Димов, Красимира Михайлова.
Умира в София от инсулт през 1981 г.

## Отличия
- 1977 г. – удостоен е със званието „Заслужил деятел на културата“[4]

## Посмъртно признание
През 2007 г. община Варна учредява награда за млад автор на името на Андрей Германов, чийто първи носител е Павел Цветков.
През 2010 г. е поставена паметна плоча върху стената на сградата, в която живее в София, на ул. „Венелин“ 24.

## Творчество
По-важни книги:
- 1962 – „Работнически влак“ (стихове)
- 1964 – „Родов герб“ (стихове)
- 1965 – „Равноденствие“ (стихове)
- 1967 – „Да ме запомниш“ (стихове)
- 1970 – „Преображения“ (стихове)
- 1970 – „Като въздишка“ (лирика)
- 1970 – „Мост“ (стихове)
- 1974 – „Четиристишия“ (стихове)
- 1974 – „Парнас около нас. Дружески шаржове, пародии, епиграми“ (в съавторство с Иван Николов)
- 1976 – „Нови четиристишия“
- 1979 – „Самоубийствено живеем“
- 1981 – „Шаячни момчета“ (спомени)